# Stygnus multispinosus
Stygnus multispinosus is een hooiwagen uit de familie Stygnidae.